# Резолюция 110 на Съвета за сигурност на ООН
Резолюция 108 на Съвета за сигурност на ООН е приета с мнозинство на 16 декември 1955 г.
Резолюцията припомня постановленията на член 109, параграф 3, от Хартата на Обединените нации, според който ако Обща конференция на членовете на Обединените нации за целите на ревизията на Хартата не се състои преди десетото редовно заседание на Общото събрание на ООН, то такава конференция ще се състои след решение, подкрепено от мнозинството от членовете на Общото събрание, и след решение на седем от членовете на Съвета за сигурност. Съветът изказва съгласието си с разгледаната от него Резолюция 992 (X) на Общото събрание от 21 ноември 1955, с която Генералната асамблея постановява, че такава конференция трябва да се проведе в съответното време.
Резолюция 108 е приета с мнозинство от 9 гласа „за“ срещу 1 глас „против“ от страна на Съветския съюз, като представителят на Франция гласува „въздържал се“.